# Kristiņa Grizelda
Kristiņa Grizelda, nascuda Kristiņa Bertholds (livonià Grizelda Kristiņ, Vaida, actualment Letònia, 19 de març de 1910 - Campbellville, Ontario, Canadà, 2 de juny de 2013) fou l'última parlant de livonià com a llengua materna. Pertanyia a la família de Viktors Bertholds, el 1944 va fugir amb els seus pares després que la seva terra fos arrabassada per la guerra i des de 1951 vivia al Canadà. Segons Valts Ernštreits, ella parlava livonià tan bé "com si hagués estat en la seva llar, la granja en la costa livoniana fins ahir". També era membre de la família Bertholds i qualificada de la darrera parlant viva de livonià de la seva generació. Va morir el 2 de juny de 2013.